# Top Secret (film)
Top Secret (v originále The Peacekeeper) je akční film z roku 1997, který režíroval Frédéric Forestier. Ve filmu hrají Dolph Lundgren, Michael Sarrazin, Montel Williams a Roy Scheider. Příběh sleduje majora Franka Crossa z letectva Spojených států, který je jediným mužem schopným zabránit atentátu na prezidenta. Musí také zabránit hrozící jaderné apokalypse. Hrozba přichází od teroristické skupiny, která ukradla prezidentův osobní komunikační počítač, který má schopnost odpálit americký jadený arzenál. Film byl natáčen v Montrealu v Quebecu.

## Děj
Major letectva Spojených států Frank Cross má problémy s velením poté, co uskutečnil neautorizovaný humanitární let, při kterém shodil pytle s rýží hladovějícím Kurdům. Tisk ho považuje za hrdinu, což prezident využije během své volební kampaně a tím zabrání Pentagonu, aby ho postavil před vojenský soud. Místo toho je Cross přidělen k nošení "černého kufříku", prezidentova high-tech kufříku obsahujícího kódy pro odpálení a komunikační počítač pro vypuštění amerického jaderného arzenálu mezikontinentálních balistických raket v případě národní nouze.
Během jeho prvního dne v práci v Chicagu se však skupině žoldnéřů podaří kufřík ukrást. Cross předstírá svou smrt a infiltruje se mezi žoldnéře. Spolu s nimi odlétá vrtulníkem z Chicaga k zařízení mezikontinentálních balistických raket Spojených států K-7. Cross infiltruje raketové silo, zatímco žoldnéři povraždí personál, a převezme kontrolu nad vypouštěním raket pomocí tajných kódů z černého kufříku.
Žoldnéře vede bývalý plukovník námořní pěchoty Douglas Murphy, jehož jednotka byla vyslána, aby zabila Saddáma Husajna během tajné operace v Iráku před operací Pouštní bouře. Následně byla z politických důvodů obětována prezidentem, který byl v té době náčelníkem armády. Murphy pro výstrahu odpálí jadernou raketu Peacekeeper, která zničí Mount Rushmore a zabije tisíce lidí. Teprve potom Murphy předloží svůj požadavek: pokud prezident nespáchá sebevraždu v živém vysílání, Washington D.C. bude zničen.
Všechny pokusy zabránit vypuštění jedné z raket selžou. Nakonec prezident ustoupí Murphyho požadavku, jen aby zjistil, že Murphy mu lhal, aby ho ponížil – takže pak musí bezmocně přihlížet, jak je Washington zničen, stejně jako Murphy musel bezmocně přihlížet, jak byla jeho jednotka zničena na příkaz prezidenta. Při první příležitosti však Frank zakročí proti teroristům a s pomocí posledního přeživšího člena sila, podplukovníka Northropa, dokáže zabít žoldnéře a v poslední chvíli zabránit zničení Washingtonu.

## Obsazení
- Dolph Lundgren jako major Frank Cross
- Michael Sarrazin jako podplukovník Douglas Murphy
- Montel Williams jako podplukovník Northrop
- Roy Scheider jako prezident Robert Baker
- Christopher Heyerdahl jako Hettinger
- Allen Altman jako McGarry
- Martin Neufeld jako Decker
- Monika Schnarre jako Jane Cross
- Michael Caloz jako Billy Cross
- Tim Post jako Nelson
- Carl Alacchi jako Holbrook
- Chip Chuipka jako Davis
- Roc LaFortune jako Abbott
- Gouchy Boy jako Robinson
- Phil Chiu jako Kong
- Michel Perron jako operátor
- Serge Houde jako ministr obrany
- David Francis jako generálmajor Harding
- Vlasta Vrana jako generál Douglas
- Frank Fontaine jako generál Greenfield
- David Nichols jako generál Joseph
- Mark Camacho jako prezidentský pobočník #1
- Susan Glover jako prezidentský pobočník #2
- Larry Day jako agent tajné služby Maxwell
- Alan Fawcett jako agent tajné služby Samuels
- Philip Pretten jako agent tajné služby Clark
- Andy Bradshaw jako agent tajné služby Johnson